# Rover's Return
Rover's Return è il quarto album da solista del cantante britannico John Waite, pubblicato nel 1987 dalla EMI.

## Tracce
1. These Times are Hard for Lovers – 4:15 (Desmond Child, John Waite)
2. Act of Love – 4:29 (Waite)
3. Encircled – 4:26 (Waite, John McCurry, John Regan)
4. Woman Touch – 3:52 (Waite)
5. Wild One – 3:51 (Waite)
6. Don't Lose Any Sleep – 3:47 (Diane Warren)
7. Sometimes – 4:55 (Dan Hartman, Charlie Midnight)
8. She's the One – 5:50 (Waite, Ivan Kral)
9. Big Time for Love – 4:56 (Waite, Rick Nowels)

## Formazione
Musicisti
- John Waite – voce
- John McCurry – chitarre
- Gary Myrick – chitarra (traccia 9)
- Arthur Stead, Chuck Kentis, Greg Mangiafico, Tommy Mandel – tastiere, sintetizzatori
- John Regan – basso
- Anton Fig, Mike Braun, Thommy Price – batteria, percussioni
- Desmond Child, Diana Grasselli, Diane Warren, Elaine Caswell, Ellen Shipley, Joe Lynn Turner, Louie Marlino, Maria Vidal, Myriam Valle, Patty Forbes – cori

Produzione
- John Waite, Frank Fillipetti – produzione
- Desmond Child – produzione (traccia 1)
- Rick Nowels – produzione (tracce 6 e 7)
- Arthur Payson, Billy Miranda, Bradshaw Leigh, Dave Dale, Mike Frondelli, Phil Magnotti, Tom Lord-Alge – ingegneria del suono
- Frank Fillipetti – missaggio